# Dolmen de la Gaillarde
Der Dolmen de la Gaillarde (auch Dolmen de la Gaillarde-sur-Mer genannt) ist ein Dolmen in Roquebrune-sur-Argens bei Fréjus im Département Var in Frankreich. Dolmen ist in Frankreich der Oberbegriff für neolithische Megalithanlagen aller Art (siehe: Französische Nomenklatur).
Der Dolmen de la Gaillarde ist der einzig übrig gebliebene einer Gruppe von drei Dolmen, von denen zwei in den 1960er Jahren zerstört wurden und deren Pläne noch erhalten sind. Die Dolmen wurden aus Schiefer- und Gneisplatten lokaler Herkunft errichtet. 

Dolmen de la Gaillarde
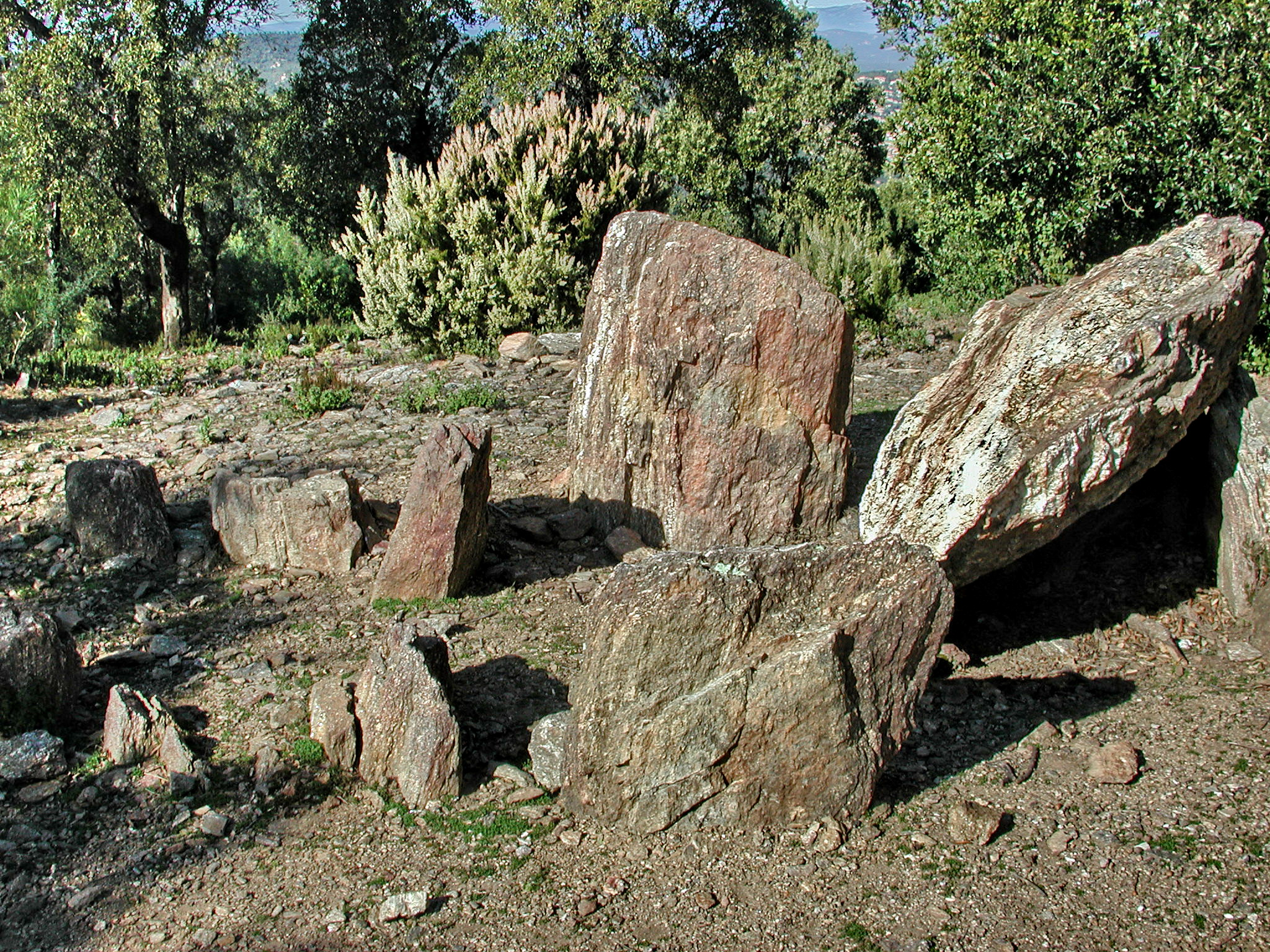
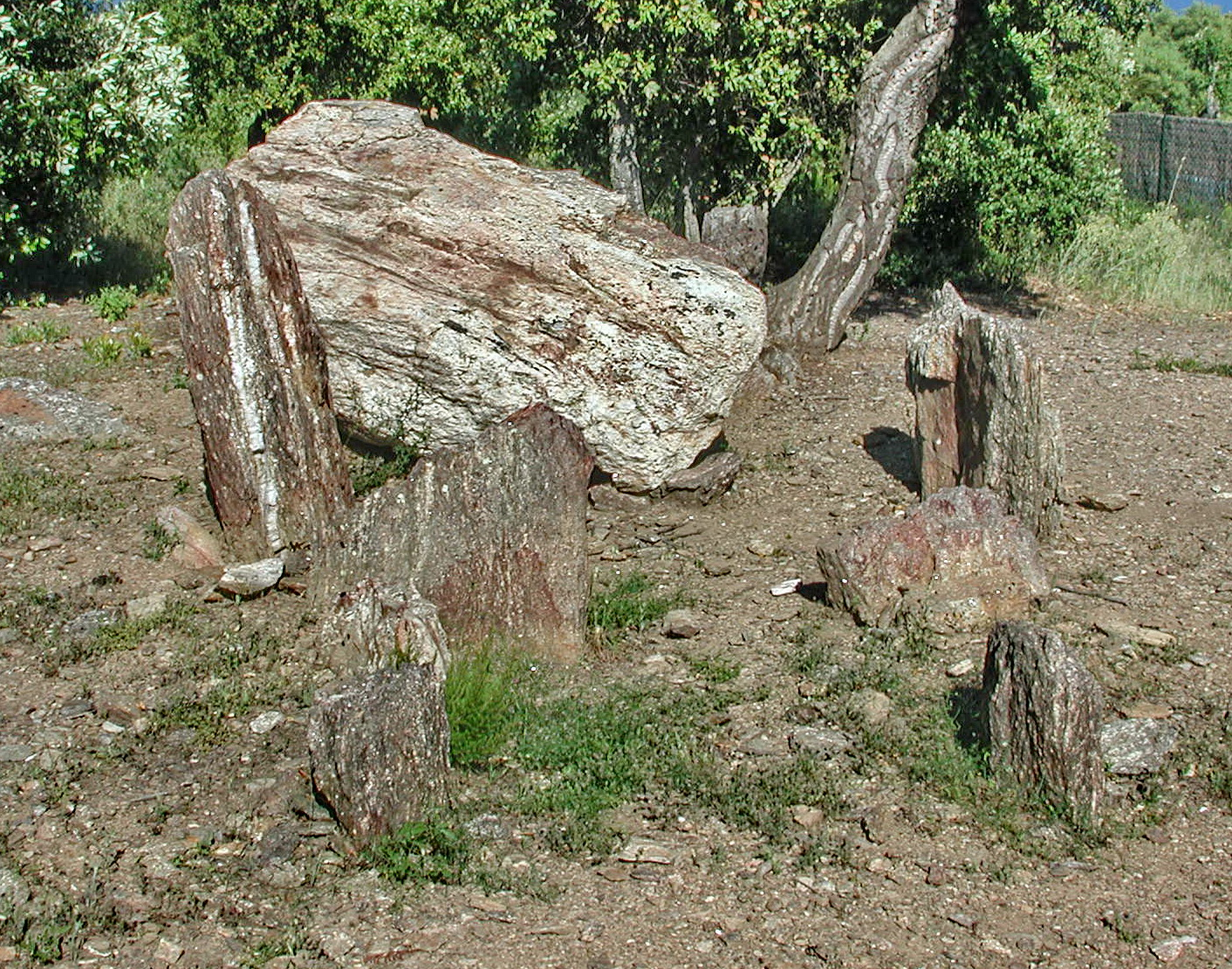
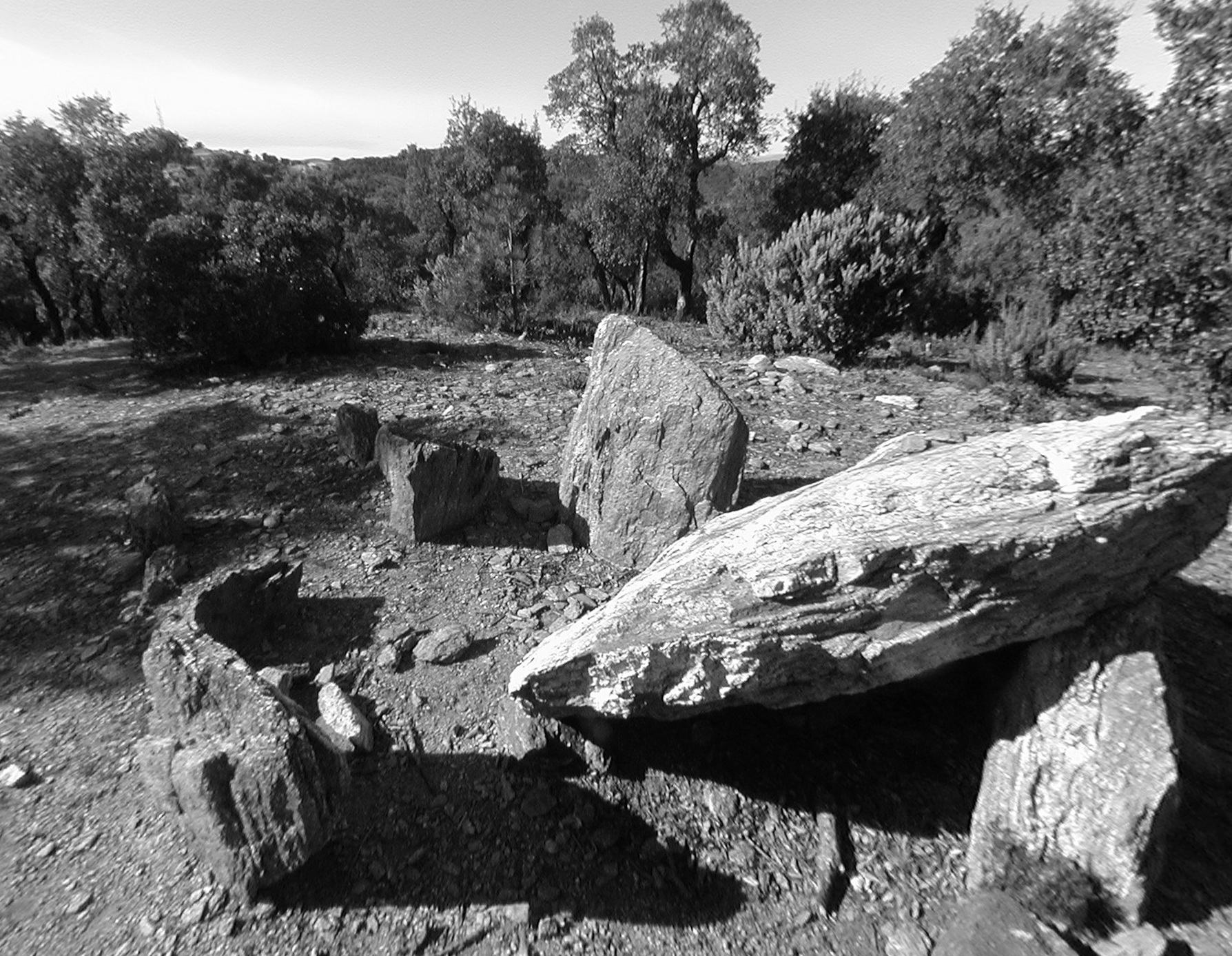
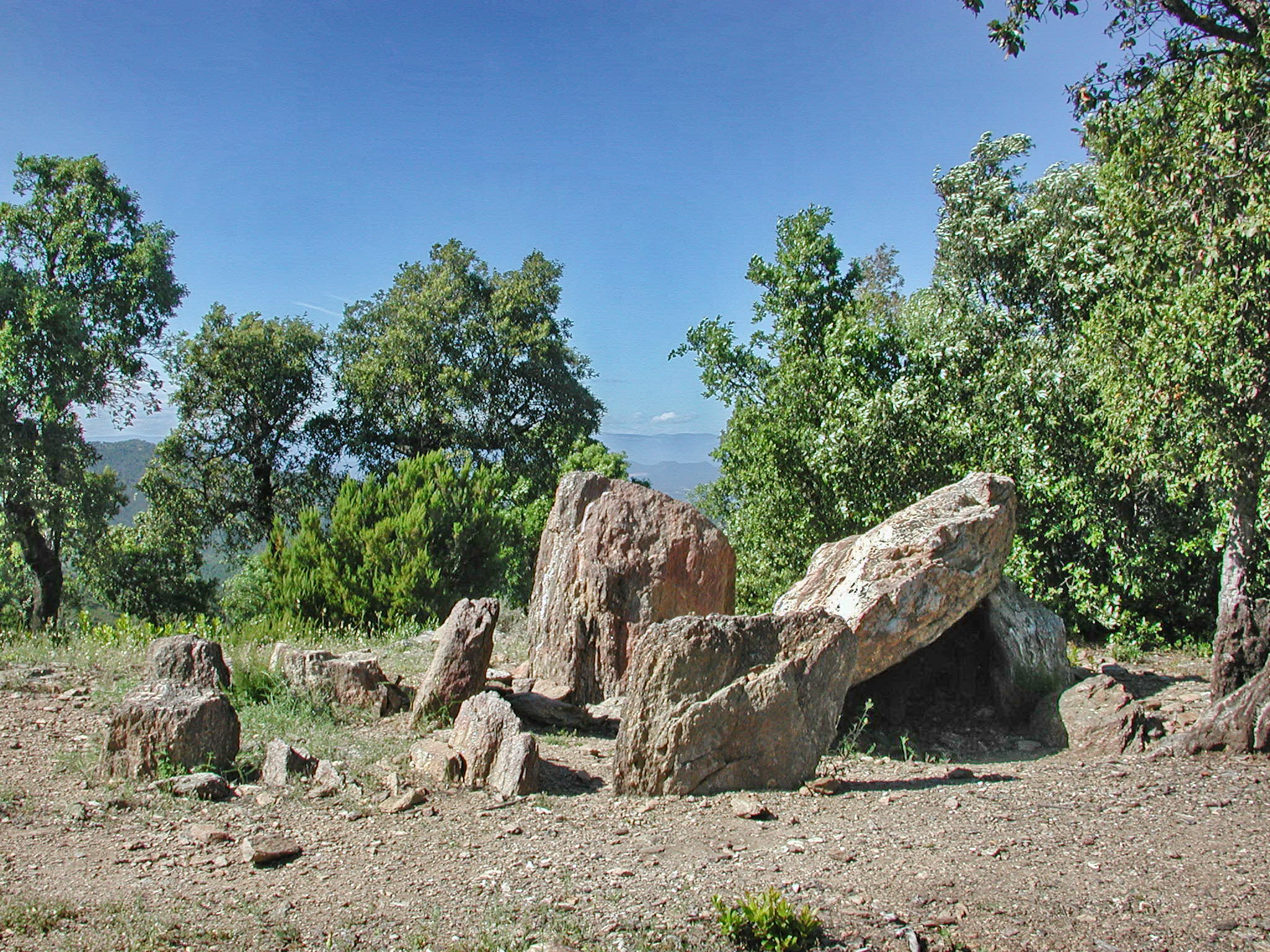

Der stark beschädigte, so genannte „Dolmen Nr. 1“ wurde 1995 von Hélène Barge restauriert. Seine Kammer ist 2,5 Meter lang und 2,0 Meter breit. Eine Platte südlich des Kopfendes und eine Platte auf der Südseite wurden entfernt. Die Deckenplatte ist zum Innenraum hin verstürzt, existiert aber, war für provenzalische Dolmen eine Ausnahme ist. Die Kammer wird durch einen beschädigten, 1,5 × 1,0 m messenden Gang erweitert, der nach Westen öffnet.
Es ist möglich, dass die beiden zerstörten Gräber – von Paul Raymond (1859–1944), der sie 1908 und 1910 untersuchte, als Dolmen bezeichnet – Blockgräber (Tombes en blocs – Kammern in Cairns) waren. Die Kammer von Nr. 2 war 1,8 m lang und 1,1 m breit und wurde von fünf Orthostaten begrenzt. Die Kammer von Nr. 3 war zur Hälfte von einer runden Mauer und zur Hälfte von einer großen rechteckigen Platte begrenzt.
Die Ergebnisse der Gräber die 1908 von Paul Raymond und 1924 von V. Cotte ausgegraben wurden, sind nicht veröffentlicht.
Der Dolmen wurde 1910 unter Denkmalschutz gestellt.